# 仰木の里
仰木の里（おおぎのさと）は、滋賀県大津市にある地名。現行行政地名は仰木の里一丁目から仰木の里七丁目。住宅・都市整備公団によってニュータウン「レークピア大津“仰木の里”」として開発された地区である。

## 地理
大津市の中央部に位置する。湖西道路を隔てて東側がともに同じニュータウンとして開発された仰木の里東、他は仰木と接している。
湖西道路は高架や掘割となっており、仰木の里東とは立体交差でつながっている。

## 歴史
- 1991年（平成3年）2月11日 - 住居表示の実施に伴い、仰木の里一丁目から仰木の里七丁目を新設設置[1]。

## 世帯数と人口
2019年（平成31年）4月1日現在の世帯数と人口は以下の通りである。
| 丁目           | 世帯数    | 人口    |
| -------------- | --------- | ------- |
| 仰木の里一丁目 | 331世帯   | 777人   |
| 仰木の里二丁目 | 236世帯   | 599人   |
| 仰木の里三丁目 | 181世帯   | 431人   |
| 仰木の里四丁目 | 437世帯   | 1,148人 |
| 仰木の里五丁目 | 142世帯   | 359人   |
| 仰木の里六丁目 | 273世帯   | 641人   |
| 仰木の里七丁目 | 266世帯   | 687人   |
| 計             | 1,866世帯 | 4,642人 |

### 人口の変遷
国勢調査による人口の推移。
| 1995年（平成7年）  | 4,263人 | [ 7 ]  |  |
| 2000年（平成12年） | 4,944人 | [ 8 ]  |  |
| 2005年（平成17年） | 4,944人 | [ 9 ]  |  |
| 2010年（平成22年） | 4,562人 | [ 10 ] |  |
| 2015年（平成27年） | 4,390人 | [ 11 ] |  |

### 世帯数の変遷
国勢調査による世帯数の推移。
| 1995年（平成7年）  | 1,205世帯 | [ 7 ]  |  |
| 2000年（平成12年） | 1,450世帯 | [ 8 ]  |  |
| 2005年（平成17年） | 1,450世帯 | [ 9 ]  |  |
| 2010年（平成22年） | 1,562世帯 | [ 10 ] |  |
| 2015年（平成27年） | 1,613世帯 | [ 11 ] |  |

## 学区
市立小・中学校に通う場合、学区は以下の通りとなる。
| 丁目           | 番・番地等 | 小学校                 | 中学校             |
| -------------- | ---------- | ---------------------- | ------------------ |
| 仰木の里一丁目 | 全域       | 大津市立仰木の里小学校 | 大津市立仰木中学校 |
| 仰木の里二丁目 | 全域       | 大津市立仰木の里小学校 | 大津市立仰木中学校 |
| 仰木の里三丁目 | 全域       | 大津市立仰木の里小学校 | 大津市立仰木中学校 |
| 仰木の里四丁目 | 全域       | 大津市立仰木の里小学校 | 大津市立仰木中学校 |
| 仰木の里五丁目 | 全域       | 大津市立仰木の里小学校 | 大津市立仰木中学校 |
| 仰木の里六丁目 | 全域       | 大津市立仰木の里小学校 | 大津市立仰木中学校 |
| 仰木の里七丁目 | 全域       | 大津市立仰木の里小学校 | 大津市立仰木中学校 |

## 交通
- 滋賀県道313号仰木本堅田線
- 滋賀県道315号仰木雄琴線
- 湖西道路 仰木雄琴インターチェンジ

## 施設
- 滋賀県立北大津高等学校
- 大津市立仰木中学校
- 大津市立仰木の里小学校
- 大津北警察署 仰木交番
- 仰木西公園
- 大津市動物愛護センター

## その他

### 日本郵便
- 郵便番号 : 520-0246[4]（集配局：堅田郵便局[13]）。